# Candelabrum australe
Candelabrum australe is een hydroïdpoliep uit de familie Candelabridae. De poliep komt uit het geslacht Candelabrum. Candelabrum australe werd in 1928 voor het eerst wetenschappelijk beschreven door Briggs. 